# Davy Gallon
Pour les articles homonymes, voir Gallon (homonymie).
 (janvier 2022).
Davy Gallon, né le 28 mars 1989 à Caen en Basse-Normandie, est un combattant français d'arts martiaux mixtes (MMA) depuis janvier 2011 dans les catégories des poids légers et welters.

## Parcours en arts martiaux mixtes

### Débuts
Davy Gallon commence les sports de combat à 5 ans par le judo. Membre de l'équipe de France Junior, il participe à plusieurs tournois internationaux sous les couleurs françaises. À la suite d'une grosse blessure contractée lors d'un stage de préparation de l'équipe de France au championnat du monde, qui lui impose le repos pendant plus d'un an, il change radicalement d'orientation sportive.[réf. nécessaire]
À l'été 2010, il se lance dans le MMA. Il rejoint un club local de kick-boxing et d'arts martiaux mixtes. Six mois plus tard il participe à sa première compétition. Il commence sa carrière sur le circuit français par le pancrace (seule forme autorisée de MMA en France avant 2020). Il effectue son premier tournoi le 8 janvier 2011 au Havre au Pancrase Fight 3.[réf. souhaitée] Après quelques combats sur le territoire français, il participe à plusieurs évènements du 100% Fight de ATCH où il affronte quelques personnalités du MMA française. Le 11 janvier 2014 il remporte deux combats lors du tournoi du Fight one / Fight Select à Paris.

### Carrière internationale
Il se lance à l'international en juin 2014 au FNF (Fight Night Finland) à Helsinki où il remporte son combat par soumission à la seconde reprise face à Kai Puolakka.
Après plusieurs combats en Europe, il remporte une première ceinture internationale au FEN 12 (Fight Exclusive Night) à Wrocław le 20 mai 2016 dans la catégorie des welterweight (victoire par K.O round 4 sur Michal Michaski).
Le 23 mars 2019, il est de retour sur le sol français. Il combat pour la ceinture du GFA 11 (Gladiator Fighting Aréna) à Nîmes dans la catégorie des welterweight (victoire par TKO round 2 sur Sidney Machado].
Le 16 novembre 2019, Davy affronte le vétéran de l'UFC Ross Pearson au PROBELLUM à Londres. Il remporte la victoire par K.O à la troisième reprise. La vidéo de ce K.O est relayée par la presse spécialisée,.

### Bellator MMA
En janvier 2020, il signe un contrat de quatre combats avec l'organisation américaine Bellator MMA.
Le 1er octobre 2021, Davy effectue son premier combat pour l'organisation américaine lors du Bellator 267 (en) face à Kane Mousah. Il remporte le combat à la décision unanime des juges.
Le 25 février 2022, Davy poursuit sur sa lancée et signe un nouveau TKO lors du Bellator 275 (en) sur un crochet du droit qui éteint un instant son opposant Charlie Leary juste le temps pour Davy d'attaquer en ground and pound et ainsi provoquer l'intervention de l'arbitre. Davy signe donc sa 20e victoire professionnelle en MMA et remporte ses deux premiers combats au Bellator MMA.
Le 6 mai 2022, pour sa troisième prestation au sein de l'organisation américaine, Davy est opposé au suisse Benjamin Brander lors du Bellator 280 (en). Il s'octroie la victoire par arrêt de l'arbitre à la seconde reprise.

## Palmarès en arts martiaux mixtes
| 31 combats     | 21 victoires | 8 défaites |
| Par KO         | 6            | 3          |
| Par soumission | 7            | 2          |
| Sur décision   | 8            | 3          |
| Égalités       | 2            | 2          |

| Résultat | Record | Adversaire                    | Méthode                    | Événement                                       | Date              | Round | Temps | Lieu                               | Notes |
| -------- | ------ | ----------------------------- | -------------------------- | ----------------------------------------------- | ----------------- | ----- | ----- | ---------------------------------- | --- |
| Défaite  | 21-8-2 | Daniele Scatizzi              | Décision unanime           | Bellator 287 - Piccolotti vs. Barnaoui          | 29 octobre 2022   | 3     | 5:00  | Brentwood, Londres, Angleterre     | |
| Victoire | 21-7-2 | Benjamin Brander              | TKO (ground and pound)     | Bellator 280 - Accor Arena Paris                | 6 mai 2022        | 2     | 3:18  | Accor Arena, Paris, France         | https://boxemag.com/bellator/bellator-resultat/bellator-paris-kongo-vs-bader-2-resultats-des-combats/                                   |
| Victoire | 20-7-2 | Charlie Leary                 | TKO (crochet droit)        | Bellator 275 - 3Arena Dublin                    | 25 février 2022   | 2     | 3:01  | 3Arena, Dublin, Irlande            | https://www.actumma.com/le-francais-davy-gallon-place-un-tko-devastateur-au-bellator-275/37868                                          |
| Victoire | 19-7-2 | Kane Mousah                   | Décision                   | Bellator 267 - London                           | 1er octobre 2021  | 3     | 5:00  | Wembley Arena, Londres, Angleterre | https://www.ouest-france.fr/sport/mma/mma-le-normand-davy-gallon-enfin-de-retour-en-cage-a-londres-278a44a6-228a-11ec-bbd7-9fd0eb5422e3 |
| Victoire | 18-7-2 | Ross Pearson                  | KO (Rolling Thunder Kick)  | MKT MMA - Probellum London                      | 16 novembre 2019  | 3     | 4:26  | Brentwood, Londres, Angleterre     | |
| Victoire | 17-7-2 | Sidney Machado                | TKO (Punch)                | GFA - Gladiator Fight Arena 11                  | 23 mars 2019      | 2     | 3:40  | Birmingham, Angleterre             | |
| Défaite  | 16-7-2 | Daniel Skibinski              | Décision                   | Babillon MMA 3 -Kolecki vs. Borowski            | 17 mars 2018      | 3     | 5:00  | Radom, Pologne                     | |
| Défaite  | 16-6-2 | Abner Lloveras                | KO (Punch)                 | Arnold Fighters / Titan Channel - War of Titans | 23 septembre 2017 | 3     | 3:44  | Barcelone, Catalogne, Espagne      | |
| Victoire | 16-5-2 | Alessandro Botti              | Submission (Heel Hook)     | Venator FC - Theater of War                     | 29 avril 2017     | 1     | 2:05  | Cesena, Italie                     | |
| Victoire | 15-5-2 | Michal Michalski              | TKO (Coup au corps et GNP) | FEN 12 - Feel the Force                         | 20 mai 2016       | 4     | 2:39  | Worclaw, Pologne                   | Combat pour la ceinture Walterweight de l'organisation                                                                                  |
| Victoire | 14-5-2 | Rafal Blachuta                | Décision                   | FEN 10 - Gold Edition                           | 9 janvier 2016    | 3     | 5:00  | Lubin, Pologne                     | Combat mené à terme |
| Victoire | 13-5-2 | Mariusz "Radzik" Radziszewski | TKO (jet de l'éponge)      | IFN 1                                           | 24 octobre 2015   | 2     | 4:04  | Częstochowa, Pologne               | |
| Égalité  | 12-5-2 | Thibaud Larchet               | Décision                   | 100% Fight 25 - Ten Years                       | 4 juillet 2015    | 3     | 5:00  | Paris, France                      | Combat mené à terme |
| Défaite  | 12-5-1 | Juho Valamaa                  | TKO (Coup au corps)        | Fight Night Finland - Turku Fight Night         | 25 avril 2015     | 1     | 1:53  | Turku, Finlande                    | |
| Égalité  | 12-4-1 | Jason Ponet                   | Décision                   | 100% Fight 24 - Punishment                      | 31 janvier 2015   | 3     | 5:00  | Paris, France                      | Combat mené à terme |
| Défaite  | 12-4-0 | Mickaël Lebout                | TKO (GNP)                  | SHC 10 Carvalho vs Belo                         | 20 septembre 2014 | 2     | N/A   | Genève, Suisse                     | |
| Victoire | 12-3-0 | Kai Puolakka                  | Soumission (Kneebar)       | Fight Night Finland - Helsinki Fight Night      | 14 juin 2014      | 2     | N/A   | Helsinki, Finlande                 | |
| Victoire | 11-3-0 | Seydina Seck                  | Décision                   | 100% Fight 20 Come Back                         | 5 avril 2014      | 2     | 5:00  | Paris, France                      | Combat mené à terme |
| Victoire | 10-3-0 | Yacin Daji                    | Soumission (Guillotine)    | Fight one / Fight Select                        | 11 janvier 2014   | 1     | 1:52  | Paris, France                      | Combat pour la ceinture des Walterweight                                                                                                |
| Victoire | 9-3-0  | Leon Kenge                    | Décision                   | Fight one / Fight Select                        | 11 janvier 2014   | 2     | 5:00  | Paris, France                      | Combat mené à terme |
| Victoire | 8-3-0  | Malik Sylla                   | Soumission (Heel Hook)     | 100% Fight Contender 21                         | 14 décembre 2013  | 1     | 2:29  | Paris, France                      | |
| Victoire | 7-3-0  | Sébastien Grandin             | Soumission (Heel Hook)     | 100% Fight 17 Adrénaline                        | 15 juin 2013      | 1     | 2:10  | Paris, France                      | |
| Victoire | 6-3-0  | Christophe "Trizo" Chapuis    | Décision                   | 100% Fight 16 Grand Prix Final                  | 17 mai 2013       | 2     | 5:00  | Paris, France                      | Combat mené à terme |
| Défaite  | 5-3-0  | Florent Betorangal            | Soumission (R.N.C)         | 100% Fight 15 Grand Prix First Round            | 13 avril 2013     | 1     | 1:24  | Paris, France                      | |
| Victoire | 5-2-0  | Samba Coulibaly               | Décision                   | 100% Fight 15 Grand Prix First Round            | 13 avril 2013     | 2     | 5:00  | Paris, France                      | Combat mené à terme |
| Victoire | 4-2-0  | David Ceva                    | Décision                   | 100% Fight 13 Day of Recknoking                 | 16 février 2013   | 2     | 5:00  | Paris, France                      | Combat mené à terme |
| Défaite  | 3-2-0  | David Bear                    | Décision                   | Contender 16                                    | 10 février 2012   | 2     | 5:00  | Paris, France                      | Combat mené à terme |
| Victoire | 3-1-0  | Adel Ghaddou                  | Soumission (Heel Hook)     | Contender 16                                    | 10 février 2012   | 1     | 1:59  | Paris, France                      | |
| Défaite  | 2-1-0  | Guerrida Refki                | Soumission (Guillotine)    | Pancrase Fight                                  | 8 janvier 2011    | 1     | 2:40  | Le Havre, France                   | |
| Victoire | 2-0-0  | Kevin Agussol                 | Décision                   | Pancrase Fight                                  | 8 janvier 2011    | 3     | 5:00  | Le Havre, France                   | Combat mené à terme |
| Victoire | 1-0-0  | Nori Berramdane               | Soumission (Juji-Gatamé)   | Pancrase Fight                                  | 8 janvier 2011    | 1     | 3:14  | Le Havre, France                   | |

## Kick Boxing
Malgré un cursus initial dans les sports de préhension, il souhaite tester ses capacités en pied poing. Le 24 février 2018, il affronte le champion du monde en titre de Kick Boxing Frédéric Kovatz (38-2-0) et remporte le combat par TKO à la seconde reprise.

### Palmarès Kick Boxing
| Résultat | Record | Adversaire      | Méthode        | Événement            | Date            | Round | Temps | Lieu         | Notes |
| -------- | ------ | --------------- | -------------- | -------------------- | --------------- | ----- | ----- | ------------ | ----- |
| Victoire | 1-0-0  | Frédéric Kovatz | TKO (Low Kick) | Européen Challenge 1 | 24 février 2018 | 2     | 2:26  | Caen, France |       |